# Correio da Manhã (Portugal)
O Correio da Manhã (CM) é um jornal diário português do tipo generalista. É líder de mercado em Portugal, com mais de 110 mil exemplares vendidos por dia. Foi fundado em 1979 por Vítor Direito e adquirido pela Medialivre em 2000. Iniciou a sua publicação em 19 de março de 1979. Tal como os tabloides ingleses, é caracterizado pelas suas notícias de caráter sensacionalista.

## História
O Correio da Manhã recuperou o nome de um jornal que foi destruído na Primeira República por publicar ideais monárquicos.
O facto de ser publicado também ao domingo, o que os outros jornais naquela época não faziam, contribuiu para a implantação do novo título. A partir de 22 de Novembro de 1981 começam a publicar uma revista de carácter generalista, o Correio de Domingo, com 32 páginas a cores. Em Novembro de 1991, Agostinho Azevedo, até então chefe de redacção, é nomeado director, passando Vítor Direito a ocupar o cargo de Presidente director-geral. Em 15 de novembro de 2000, a holding Cofina compra a Presslivre, a empresa proprietária do título Correio da Manhã. João Marcelino, anterior director do jornal desportivo Record, do mesmo grupo, é nomeado director do Correio da Manhã em 14 de Dezembro de 2002. O jornalista Octávio Ribeiro foi diretor do CM e também ocupou o cargo de diretor geral editorial Cofina, CM e CMTV  até Junho de 2021. Atualmente o Diretor do CM é Carlos Rodrigues 
Contém três revistas distribuídas conjuntamente com as edições de sexta-feira, sábado e domingo respectivamente: a Correio TV, a Vidas e o Correio de Domingo. A partir do dia 1 de Junho de 2009, o jornal começou a adotar as novas normas ortográficas na secção de opinião da autoria do escritor Francisco José Viegas.
É o jornal que mais vende em Portugal, com mais de 40% da quota de mercado dos diários, em média 105 519 exemplares diariamente (janeiro – agosto 2015), mas é o jornal que menos inspira confiança nos portugueses, segundo o Digital News Report 2019 do Instituto Reuters para o Estudo do Jornalismo. O jornal lançou em março de 2013 um canal generalista em parceria com a Meo. José Carlos Castro é o diretor-adjunto do Correio da Manhã e da CMTV.
Em 2023, após a compra da Cofina Media pela MBO, a empresa passou a estar no leque do grupo Medialivre, que sucedeu à Cofina Media.

## Desporto
O jornal teve uma equipa futsal: o Grupo Desportivo e Cultural do Correio da Manhã foi fundado em 1981 e foi extinto em 2004. Pelo meio, ganhou 2 Liga Portuguesa de Futsal 1995/96 e 1997/98, 1 Taça de Portugal Futsal 1999/00 e 1 Supertaça Futsal 1998.